# Semestene
Semestene (sardinski: Semèstene) je grad i općina (comune) u pokrajini Sassariju u regiji Sardiniji, Italija. Nalazi se na nadmorskoj visini od 405 metara i ima 157 stanovnika.
 Prostire se na 39,58 km². Gustoća naseljenosti je 4 st/km².
Susjedne općine su: Bonorva, Cossoine, Macomer, Pozzomaggiore i Sindia.